# Orchestre de chambre de Sofia
L'Orchestre de chambre de Sofia, aussi connu sous le nom de Solistes de Sofia ou internationalement en tant que Sofia Soloists, est un orchestre de chambre bulgare fondé en 1962.

## Historique
Fondé en 1962 à l'initiative de musiciens de l'orchestre de l'Opéra, l'ensemble porte le nom d'Orchestre de chambre de Sofia ou de Solistes de Sofia,.
En 1966, l'orchestre remporte le premier prix du Festival international d'orchestre de chambre de Bayreuth, et, l'année suivante, le premier prix de la Biennale internationale de musique contemporaine de Zagreb.
Au disque, la formation a enregistré plus de 90 disques et CD publiés chez BMG, Denon (en), Balkanton, Gega, Victor et Laibor Records, notamment.
L'effectif est composé de quinze cordes et un clavecin.
Depuis 1987, le directeur musical de l'ensemble est Plamen Djurov.

## Chefs permanents
Comme chefs permanents, se sont succédé à la tête de la formation :
- Dobrin Petkov
- Michaïl Anguélov
- Vassil Kazandjiev (1963-1979)
- Emil Tabakov (1979-1987)
- Plamen Djurov (depuis 1987)

## Créations
L'orchestre a créé plusieurs partitions de Marin Goleminov, Vassil Kazandjiev (Variations pour cordes, 1966 ; Symphonie de timbres, 1968 ; Tableaux de Bulgarie, 1970), Lazar Nikolov (Symphonie pour 13 cordes, 1965), Simeon Pironkov (Requiem pour un jeune inconnu, 1968), Alexandre Raïtchev (Symphonie no 4, 1969) et Pantcho Vladiguerov (4 Pièces pour orchestre à cordes, 1970).